# 1377 Roberbauxa
1377 Roberbauxa è un asteroide della fascia principale. Scoperto nel 1936, presenta un'orbita caratterizzata da un semiasse maggiore pari a 2,2601408 UA e da un'eccentricità di 0,0932128, inclinata di 6,02827° rispetto all'eclittica.
L'asteroide è stato intitolato a Robert Baux, ingegnere francese, amico dello scopritore.